# Врабците през октомври
„Врабците през октомври“ е български 8-сериен телевизионен игрален филм (комедия, драма) от 2006 година на режисьора Анри Кулев по сценарий на Станислав Стратиев. Оператор е Светла Ганева. Музиката във филма е композирана от Любомир Денев.
Художник е Анастас Янакиев.
Има и съкратена версия на филма, предназначена за разпространение в кината.
Снимките на филма са правени в село Миндя и град Елена.

## Серии
- 1. серия – „Подробности от пейзажа“ – 43 минути
- 2. серия – „Баланс на чувствата“ – 28 минути
- 3. серия – „Въздух под налягане“ – 30 минути
- 4. серия – „Брудершафт с фрау“ – 28 минути
- 5. серия – „Пътят на логиката“ – 29 минути
- 6. серия – „Страсбург като поминък“ – 28 минути
- 7. серия – „Разтегливи понятия“ – 29 минути
- 8. серия – „Американска целувка“

## Сюжет
"Село Дервент се бори с живота от памтивека. Какво е „памтивека“ никой не знае. Дори Паскал. Но ако беше Господ, щеше да направи света по съвсем друг начин за своите съселяни – Енергото, фрау Клаперман, Еремия, надуваемата жена...".

## Актьорски състав
- Наум Шопов – ангелът (в серии: I, II, III, IV, V, VI, VII, VIII)
- Петър Попйорданов – Паскал (в серии: I, II, III, IV, V, VI, VII, VIII)
- Иван Иванов – кметът на с. Дервент (в серии: IV, V, VI, VIII)
- Валентин Танев – Йован, поливалентен пастир (в серии: I, IV, V, VI, VIII)
- Деян Донков – съседът (в серии: I, IV, V, VIII)
- Малин Кръстев – Анани (в серии: I, IV, VI, VII)
- Любомир Петкашев – Миро, експериментатор (в серии: I, V, VI, VII, VIII)
- Цветан Алексиев – Йеремия (в серии: I, IV, V, VI, VII)
- Стефка Янорова – жената на Паскал (в серии: I, VII, VIII)
- Мая Новоселска – „Пилето“ (в серии: I, IV, V)
- Линда Русева – фрау Клаперман (в серии: IV, V)
- Любен Чаталов – шефът на оркестъра (в серии: IV, V)
- Йорданка Любенова – баба Мария, столетницата (в серия: I, V, VIII)
- Тодор Мадолев – горският (в серии: IV)
- Красимир Куцупаров – Хелмут (в серии: IV, V)
- Калин Арсов – шефът на енергото (в серии: II)
- Мая Лисичкова – кръчмарката (в серии: I, (в серии: I, III, IV, V, VI)
- Йордан Биков – братовчедът на Паскал (в серия: VII)
- Ваньо Черкезов – докторът в психиатрията (в серия: VII)
- Огнян Узунов – кметът (в серия: VIII)
- Лиляна Борисова – жената на Йеремия (в серии: III)
- Димитър Горчаков – пианистът (в серии: IV)
- Боряна Балтова – стюардесата (в серия: VII)
- Свилен Адамов – селянин
- Иван Митев – селянин
- Иван Евстатиев – селянин
- Милен Иванов – селянин
- Стефан Николов – селянин
- Иван Христов – селянин

## Участия на фестивали и награди
- Златната ракла
- Златната роза